# Tommi Leinonen
Tommi Leinonen (* 14. Mai 1987 in Kajaani) ist ein finnischer Eishockeyspieler, der seit 2010 bei Kiekko-Laser in der Mestis unter Vertrag steht. 

## Karriere
Tommi Leinonen begann seine Karriere als Eishockeyspieler 2005 bei Kärpät Oulu, für die er bereits in der Jugend gespielt hatte. Im NHL Entry Draft 2005 wurde er in der vierten Runde als insgesamt 125. Spieler von den Pittsburgh Penguins ausgewählt, für die er allerdings nie spielte. In seinem Rookiejahr wurde Leinonen mit seiner Mannschaft Dritter in der SM-liiga und erreichte das Finale um den IIHF European Champions Cup, in dem er mit Kärpät dem russischen Traditionsklub HK Dynamo Moskau unterlag. In der folgenden Spielzeit wurde der Verteidiger mit Kärpät erstmals in seiner Karriere Finnischer Meister. Im Anschluss an diesen Erfolg wechselte Leinonen zu deren Ligarivalen HPK Hämeenlinna.
In der Saison 2009/10 spielte Leinonen für Hokki in der Mestis, der zweiten finnischen Spielklasse. Zur folgenden Spielzeit wechselte er innerhalb der Liga zu Kiekko-Laser, für das er seither spielt.

### International
Für Finnland nahm Leinonen an der U18-Junioren-Weltmeisterschaft 2005 sowie den U20-Junioren-Weltmeisterschaften 2006 und 2007 teil. Bei der U20-WM 2006 gewann er mit Finnland die Bronzemedaille. 

## Erfolge und Auszeichnungen
- 2006 A-Junioren-SM-sarja All-Star-Team
- 2006 2. Platz beim IIHF European Champions Cup mit Kärpät Oulu
- 2006 Finnischer Dritter mit Kärpät Oulu
- 2007 Finnischer Meister mit Kärpät Oulu

### International
- 2006 Bronzemedaille bei der U20-Junioren-Weltmeisterschaft